# Dioctria sudetica
Dioctria sudetica là một loài ruồi trong họ Asilidae. Dioctria sudetica được Duda miêu tả năm 1940. Loài này phân bố ở vùng Cổ Bắc giới.